# Topolovica (Nagygordonya)
Topolovica falu Horvátországban Belovár-Bilogora megyében. Közigazgatásilag Nagygordonyához tartozik.

## Fekvése
Belovár központjától légvonalban 33, közúton 42 km-re délkeletre, községközpontjától légvonalban 14, közúton 17 km-re északkeletre a Bilo-hegység délnyugati völgyében, a Topolovica és Gerđevica-patakok összefolyásánál fekszik.

## Története
Topolovica területén már ősidők óta élnek emberek. Ezt igazolják az itt előkerült, a történelem előtti időszakból származó leletek és egy középkori erődítmény maradványai.
Területe a 17. század közepétől népesült be, amikor a török által elpusztított, kihalt területre folyamatosan telepítették be a keresztény lakosságot. 1774-ben az első katonai felmérés térképén „Dorf Topolovicza” néven találjuk. A település katonai közigazgatás idején a szentgyörgyvári ezredhez tartozott. 
Lipszky János 1808-ban Budán kiadott repertóriumában „Topolovicza” néven szerepel. Nagy Lajos 1829-ben kiadott művében „Topolovicza” néven 40 házzal, 51 katolikus és 169 ortodox vallású lakossal találjuk.
A katonai közigazgatás megszüntetése után Magyar Királyságon belül Horvát-Szlavónország részeként, Belovár-Kőrös vármegye Grubisno Poljei járásának része volt. 1857-ben 177, 1910-ben 453 lakosa volt. 1910-ben a népszámlálás adatai szerint lakosságának 54%-a szerb, 26%-a horvát, 18%-a magyar anyanyelvű volt. 1918-ban az új szerb-horvát-szlovén állam, majd később Jugoszlávia része lett.
1941 és 1945 között a németbarát Független Horvát Államhoz, majd a háború után a szocialista Jugoszláviához tartozott. 1991-től a független Horvátország része. 1991-ben lakosságának 52%-a horvát, 41%-a szerb nemzetiségű volt. A délszláv háború kirobbanása után szerb szabadcsapatok ellenőrizték. 1991. november 2-án az Otkos 10 hadművelet harmadik napján foglalta vissza a horvát hadsereg. A szerb lakosság elmenekült. 2011-ben mindössze 15 lakosa volt.

## Lakossága
| Lakosság változása | Lakosság változása | Lakosság változása | Lakosság változása | Lakosság változása | Lakosság változása | Lakosság változása | Lakosság változása | Lakosság változása | Lakosság változása | Lakosság változása | Lakosság változása | Lakosság változása | Lakosság változása | Lakosság változása | Lakosság változása |
| ------------------ | ------------------ | ------------------ | ------------------ | ------------------ | ------------------ | ------------------ | ------------------ | ------------------ | ------------------ | ------------------ | ------------------ | ------------------ | ------------------ | ------------------ | ------------------ |
| 1857               | 1869               | 1880               | 1890               | 1900               | 1910               | 1921               | 1931               | 1948               | 1953               | 1961               | 1971               | 1981               | 1991               | 2001               | 2011               |
| 177                | 278                | 263                | 395                | 411                | 453                | 502                | 597                | 410                | 436                | 406                | 323                | 199                | 149                | 14                 | 15                 |

## Nevezetességei
Középkori vár maradványai a település határában.

## Oktatás
A település iskoláját az 1930-as években alapították. Egészen 1960-ig önálló iskolaként működött, ekkor a gakovoi iskola területi iskolája lett. A centralizáció keretében 1962-ben a grubišno poljei iskolához csatolták.